# Growin’ Up
Growin’ Up – piętnasty album studyjny zespołu The Kelly Family. Wyprodukowany na podstawie pomysłu Dana Kelly przez Kathy i Paddy’ego Kelly, wydany w 1997 r. w większości krajów Europy.
Nagrania w Polsce uzyskały status złotej płyty.

## Lista utworów
1. „Because It’s Love” (śpiew: Angelo, Paddy) – 3:43
2. „Angels Flying” (śpiew: Joey) – 4:00
3. „I’ll Swim I’ll Swim” (śpiew: Paddy, Angelo) – 3:11
4. „Life Is Hard Enough” (śpiew: Patricia) – 3:40
5. „Wish I Were a Swallow” (śpiew: Maite, Kathy) – 3:19
6. „Ego” (śpiew: Jimmy, Paddy, Joey, John) – 2:50
7. „One More Song” (śpiew: Paddy) – 4:20
8. „Rock ’n’ Roll Stole My Soul” (śpiew: Paddy, Kathy) – 4:09
9. „Red Shoes” (śpiew: John) – 4:12
10. „Leave It to the Spirits” (śpiew: Barby, Jimmy) – 2:56
11. „Big Mouth on TV” (śpiew: Paddy) – 2:36
12. „Another World” (śpiew: Joey) – 3:59
13. „All Along the Way (I  Will Be with You)” (śpiew: Kathy, Jimmy, Barby) – 4:33

### Utwory bonusowe
W edycji "wzmocnionej" dodano teledysk do piosenki "Nanana".

## Muzycy
- Angelo Kelly: śpiew, bębny, perkusja, bongosy, timbale
- Barby Kelly: śpiew, kongi, perkusja
- Jimmy Kelly: śpiew, gitara akustyczna, gitara elektryczna
- Joey Kelly: śpiew, gitara akustyczna, gitara elektryczna
- John Kelly: śpiew, gitara akustyczna, gitara elektryczna, mandolina, perkusja
- Kathy Kelly: śpiew, keyboard, organy Hammonda, akordeon
- Maite Kelly: śpiew, gitara basowa, kongi, perkusja
- Paddy Kelly: śpiew, gitara akutyczna, gitara elektryczna, gitara basowa, fortepian, keyboard, lira korbowa
- Patricia Kelly: śpiew, harfa, keyboard, organy Hammonda

### Gościnnie
- Johan Daansen: fortepian, flet

## Single
1. „Because It's Love” – 1997
2. „One More Song” – 1998

## Miejsca na listach przebojów w 1997 roku
| Kraj       | Miejsce na liście |
| ---------- | ----------------- |
| Austria    | 5                 |
| Belgia     | 10                |
| Holandia   | 4                 |
| Niemcy     | 1                 |
| Węgry      | 7                 |
| Norwegia   | 27                |
| Szwecja    | 59                |
| Szwajcaria | 3                 |